# Stictoptera amboinae
Stictoptera amboinae är en fjärilsart som beskrevs av Embrik Strand 1917. Stictoptera amboinae ingår i släktet Stictoptera och familjen nattflyn. Inga underarter finns listade i Catalogue of Life.